# Rakar (priimek)
Rakar je priimek več znanih oseb:
- Albin Rakar (1946—2025), geodet?/gradb.-strok. za komunalno gospodarstvo, prof. FGG
- Andrej Rakar, grafični oblikovalec /informatik ?
- Angela Rakar (1887—1966), igralka
- Atilij Rakar (1931—2010), jezikoslovec in literarni zgodovinar, romanist (italijanist), prof. FF UL
- Bernarda Rakar, glasbeno-plesna pedagoginja
- Cvetko Rakar, pevec ljudskih pesmi (Istra)
- Iztok Rakar (*1974), pravnik, strokovnjak za lokalno samoupravo, prof. FU UL
- Janez Rakar, direktor TNP
- Katarina Pustinek Rakar, oboistka
- Pavle Rakar, violončelist, skladatelj?
- Rajko Rakar, bobnar
- Rasta Radešček Rakar (1942—2024), zdravnica pediatrinja
- Rok Rakar, organist
- Stelio Rakar (*1941), zdravnik ginekolog, onkolog
- Tatjana Rakar, etnologinja/socialna antropologinja